# Histoire des Juifs dits portugais en France

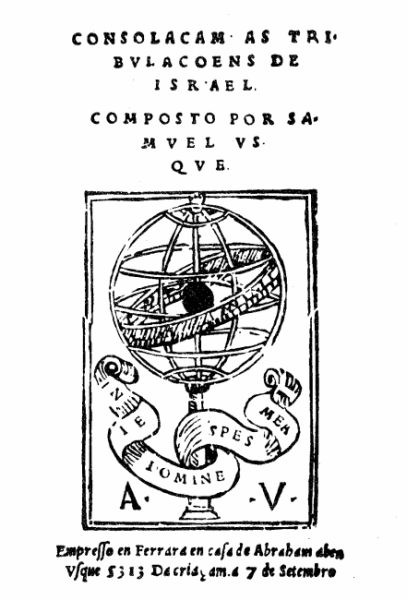
Consolação às Tribulações de Israel (Consolation aux tribulations d'Israël), par Samuel Usque, 1553.

Par le décret de l'Alhambra, les Juifs sont expulsés d'Espagne en 1492. Certains choisissent le Portugal comme refuge mais le 5 décembre 1496, ils sont à nouveau expulsés qu'ils soient de longue date établis au Portugal ou nouveaux arrivants d'Espagne. Puis en octobre 1497, le roi Manuel transforme l'expulsion en conversion forcée.
Pendant les deux siècles qui suivent, les Juifs d'Espagne et du Portugal qui pratiquent toujours secrètement le judaïsme (les crypto-juifs dit Marranes) vont fuir la péninsule et s'établir pour quelques-uns en France, pour beaucoup d'autres aux Pays-Bas ou en Angleterre. Ils y formeront une grande part des communautés de ces pays. Les synagogues portugaises d'Amsterdam et Londres témoignent de leur séjour. Certains émigrèrent même vers le Brésil hollandais puis les colonies anglaises d'Amérique du Nord où la plus vieille synagogue des États-Unis, la synagogue Touro, rappelle leur épopée. D'autres encore vont s'établir dans le bassin méditerranéen.
On appellera donc « Juifs portugais » les Juifs ibériques, essentiellement Portugais cependant, émigrés en France, aux Pays-Bas, en Angleterre ou en Amérique.

## Sud-ouest de la France

### De l'expulsion de 1492 aux lettres patentes de 1723

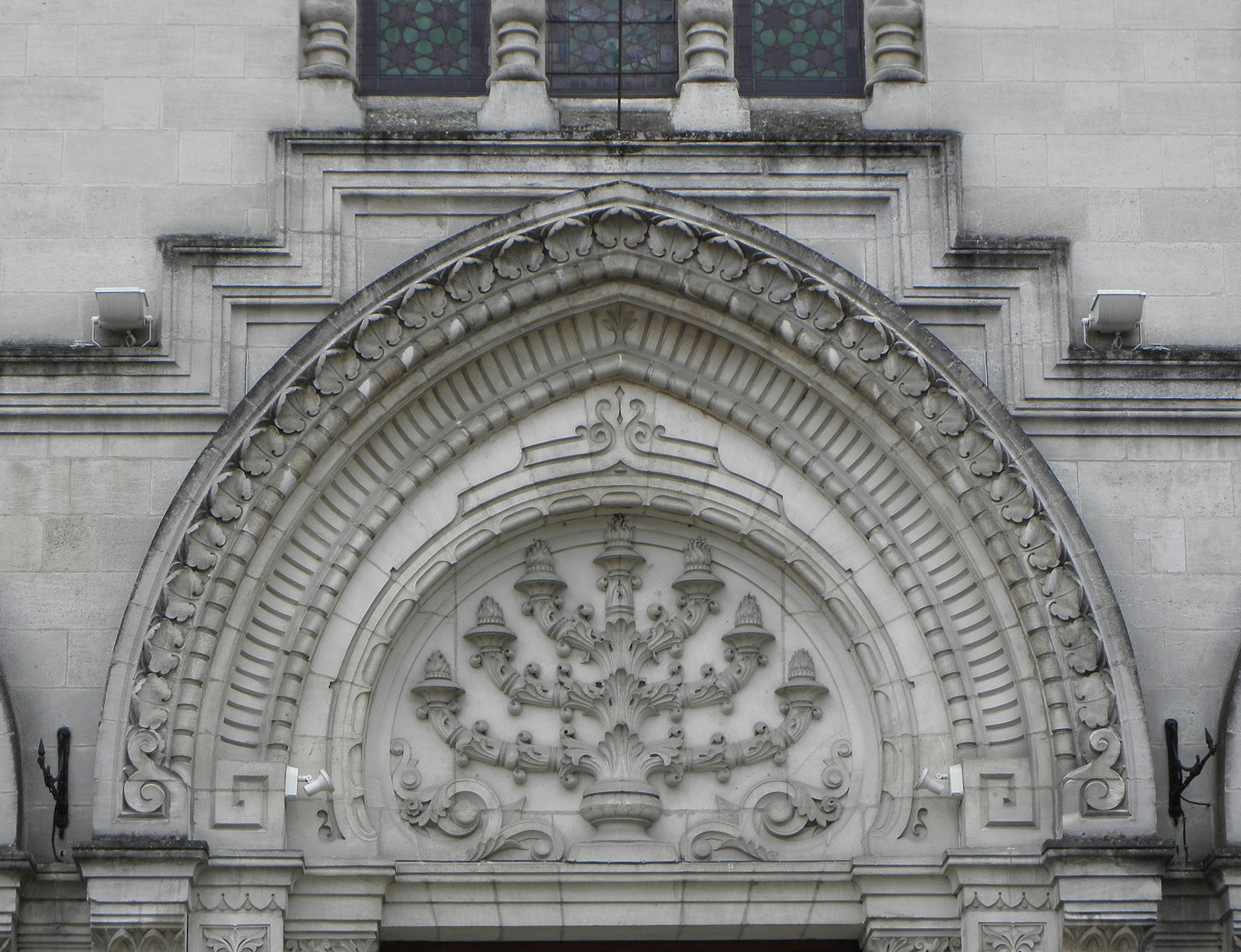
Tympan de la Grande Synagogue de Bordeaux

Au début du XVIe siècle, une forte immigration se développe dans le sud de la France qui bénéficie de conditions économiques favorables. De nombreux Espagnols et Portugais s'établissent dans tout le sud-ouest dont les ports du Pays basque, comme João Pinheiro, neveu de l'évêque de Bragance (Trás-os-montes, Portugal) qui devient dominicain à Toulouse. Parmi ces Espagnols et ces Portugais se trouvent de nombreux « Nouveaux chrétiens » qui ont dû se convertir pour échapper à l'Inquisition. Certains ont abandonné le judaïsme comme la famille arragonaise Lopes (d'origine portugaise) établie à Toulouse en tant que marchande de pastel, dont est issue Antoinette de Loupès, la mère de Michel de Montaigne. Mais d'autres judaïsent, c'est-à-dire qu'ils pratiquent encore le judaïsme en secret et sont appelés « marranes » (porcs). L'Inquisition est moins sévère en France où elle n'a plus d'existence officielle, que dans la Péninsule ibérique, même si l'Inquisition espagnole a le bras long en Europe pour rattraper ceux qui veulent lui échapper et même si un marrane est brûlé vif à Toulouse en 1512.
Au Portugal, l'Inquisition organise le premier autodafé en 1540. En Espagne, la qualité de « nouveau chrétien » (Cristiano Nuevo) était suspecte. Aussi, ceux établis en France cherchent-ils à faire officialiser leur statut. En août 1550, Henri II publie des lettres patentes « concernant les marchands et autres portugais appelés Nouveaux Chrétiens » auxquels sont accordés « tous les droits et privilèges des habitants des villes où ils demeureront ». De plus, en cas d'expulsion, ces lettres patentes assuraient un délai d'un an, ce qui montre le caractère éminemment révocable de cette législation. Les termes de ces lettres patentes sont pittoresques :

« Les rois ont toujours protégé les marchands du royaume et leur ont accordé de beaux privilèges… Le royaume est abondant en blé, vins et autres commodités… ce qui attire les étrangers. Le moyen de bien vivre est ouvert à un chacun qui se veut employer de quelque sorte que ce soit. [Quant] aux dits Portugais, dits Nouveaux Chrétiens, il leur est venu singulier désir de venir résider en notre royaume, et amener leurs femmes et familles et apporter leur argent et meubles. [Donc, le roi] se plaît à leur accorder lettres de naturalité et congés de jouir des privilèges dont ont joui et jouissent les autres étrangers du royaume. [Répondant] libéralement à la supplication et requête des dits Portugais, comme gens desquels nous voyons le bon zèle et affection qu'ils ont de vivre sous notre obéissance, de s'employer pour notre service, d'aider le royaume de leurs biens, manufactures et industries de sorte que cela nous meut à les bien et gracieusement traiter ». »

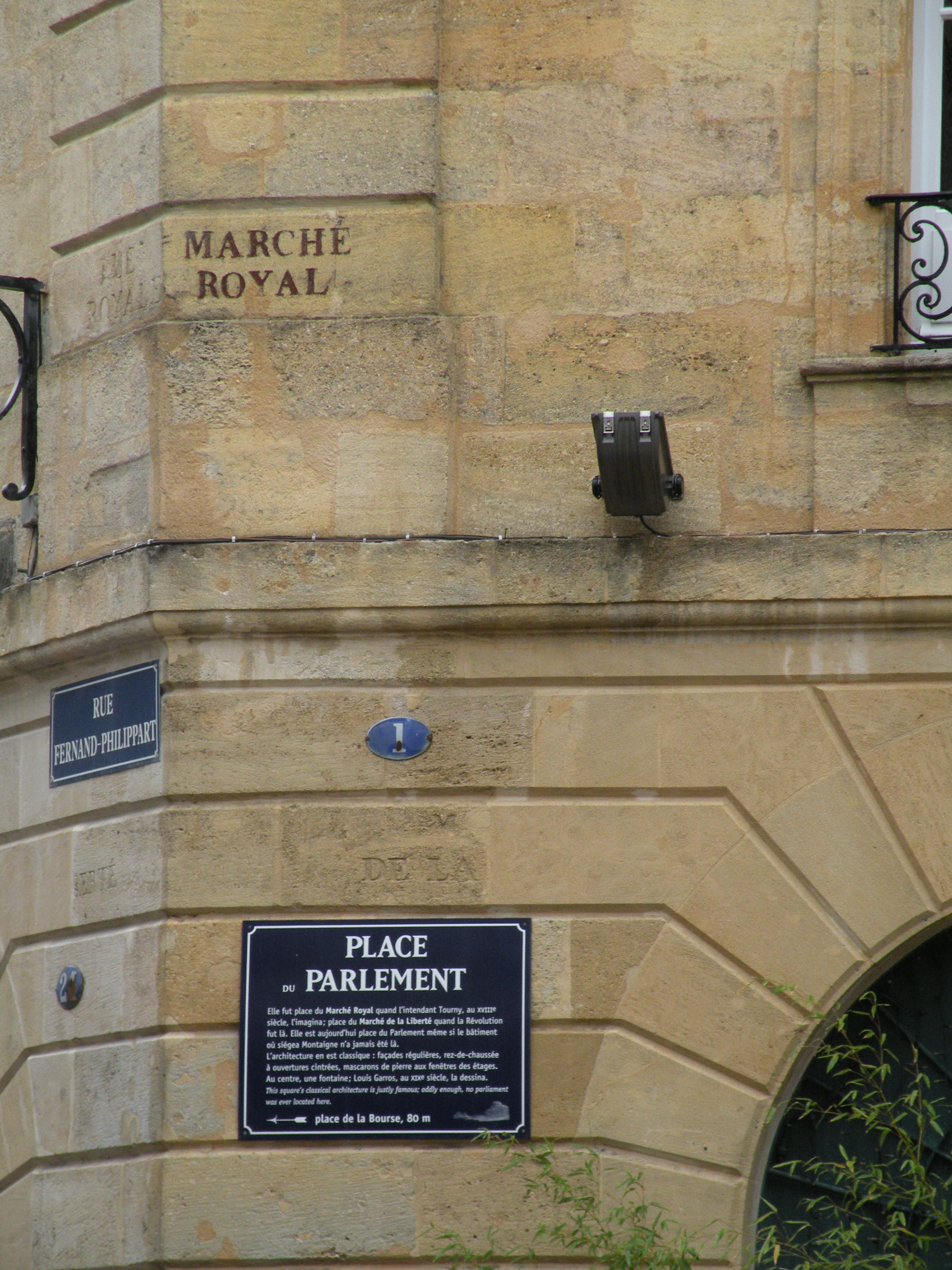
Plaque sur la façade de l'immeuble 1 place du Parlement à Bordeaux

En 1574, à la suite de troubles antijuifs, le Parlement de Bordeaux interdit de molester « les Espagnols et Portugais bons catholiques ». La même année, les lettres patentes sont renouvelées par Henri III et enregistrées en 1580 au même Parlement de Bordeaux. À partir de cette date, l'immigration en provenance d'Espagne s'accélère car l'Inquisition redouble d'activité et de plus, les statuts de pureté du sang (limpieza de sangre) interdisent à ceux issus de Juifs ou de Maures (morisques) toute fonction importante. Les Juifs fuyant l'Espagne séjournent souvent de façon temporaire en France, plus rarement de façon définitive car l'Inquisition peut encore y sévir. Mais les Juifs se défendent et en 1632, l'émissaire de l'Inquisition à Bayonne, Juan Bautista de Villadiego, est arrêté et emprisonné comme espion espagnol au Parlement de Rouen ; Villadiego ramènera néanmoins en terre ibérique, 70 judéo-convers pour y revivre en bons catholiques.

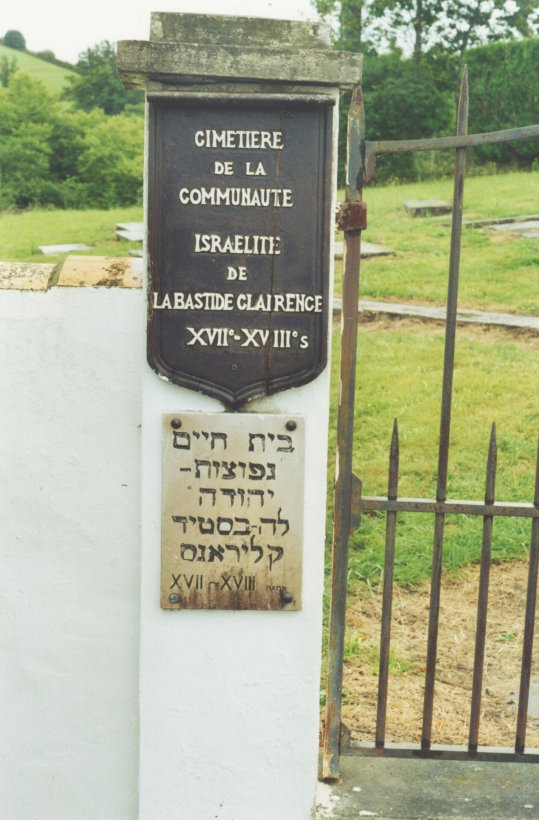
Cimetière juif de La Bastide-Clairence.

Si les Nouveaux Chrétiens s'établissent en de nombreux villes ou villages, seules certaines communautés vont perdurer. En effet, l'édit de Louis XIV en 1656 autorisant les « marchands portugais » à s’installer en France et à y commercer, sera pratiquement renouvelé chaque année jusqu'à la Révolution. En 1570 est organisée la toute première Communauté juive à Bidache. En effet dans cette ville, Principauté indépendante bénéficiant d'un statut autonome, les juifs sont protégés par la bienveillance des ducs de Gramont, souverains de Bidache, vice-rois de Navarre et gouverneurs du Béarn. En 1600 est organisée la communauté de La Bastide-Clairence puis ce sont celles de Peyrehorade, de Saint-Esprit, dans les faubourgs de Bayonne et enfin de Bordeaux où la communauté, bien que jouissant d'une certaine sécurité, augmente peu car a tendance à émigrer. Des Portugais séjournent ou s'installent également à Saint-Eloi, Saint-André, Sainte-Eulalie, Saint-Projet, Saint-Michel…

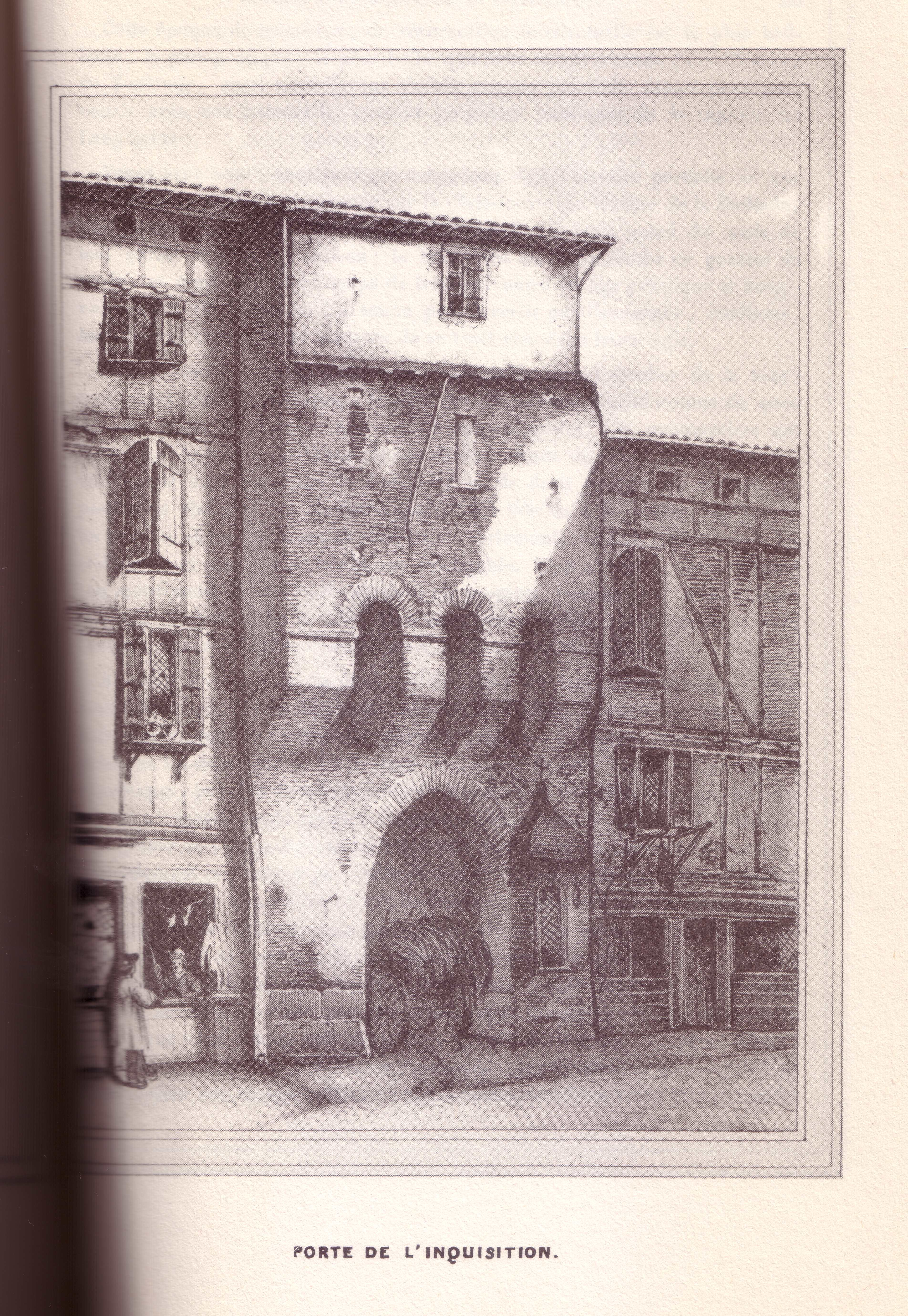
« Porte de l'Inquisition » à Toulouse, av. 1877

En 1633, on estime qu'il y a 80 familles à La Bastide-Clairence, 60 à Saint-Esprit, 40 à Peyrehorade et Bordeaux. À travers sa recherche généalogique, l'astrophysicien Jacques Blamont indique que les archives notariales de 1636 désignent 167 noms de Portugais (36 familles, 260 personnes) demeurant à Bordeaux, auxquelles il manque 93 noms soit 36 % de la population juive représentant les nécessiteux,. Ces familles sont toujours catholiques de façade, les enfants sont baptisés, les mariages célébrés d'abord à l'église et les morts ensevelis en terre chrétienne. Toutefois, le carré des Nouveaux Chrétiens est souvent bien délimité dans le cimetière comme c'est le cas à La Bastide-Clairence où il existe aussi un mikveh. La famille Castro Tartas, juive marrane arrivée à Amsterdam en 1640, avait vécu à Tartas (Landes). Leur fils David de Castro Tartaas y a fondé le journal la Gazeta de Amsterdam.
En 1630, les bourgeois de Bordeaux se plaignent du succès commercial des Portugais : « bien que diverses ordonnances eussent enjoint aux Portugais de vider la ville… ils y tiennent les plus belles boutiques et magasins de toutes sortes de marchandises ». Pour amoindrir cette souffrance et obtenir le soutien des jurats, les Juifs font régulièrement des dons aux nécessiteux de la ville.
Dans un contexte économique morose, l'importation de laines d'Espagne par le Portugais Pierre Soares Rivière (Ribera) associé à Gaspard Gonzalles subsiste en grande ampleur avec un négoce installé d'abord à Toulouse en 1647, qui s'étend ensuite à Auch, Montpellier, Cahors, Pamiers, Saint-Flour, Castelnaudary… avec un trafic élargi à d'autres textiles et au crédit (prêt de numéraire, escompte de lettres de changes). Vers 1660, arrivent alors dans le Haut Languedoc, un autre marrane, Jean Lopes Alvin d’origine probablement madrilène puis François Pereire de Louzade. La décennie suivante voit s'installer à Toulouse une vingtaine de familles dont les Roque de Leon, Silva Moreno, Mirande ou Cardoze qui entreprennent l'importation de marchandises anglaises ou hollandaises transitant par Bordeaux et le port d'Aquitaine, et diffusée dans le sud du Massif central et l’ensemble du Languedoc jusque vers 1675. Mais cette réussite alimente la jalousie qui s'appuie sur le crypto-judaïsme dénoncé par des domestiques dans les années 1680 pour pousser les marranes à fuir en abandonnant tous leurs biens, et expédier deux procès par contumace. Les communautés de Montpellier et de Toulouse ne peuvent donc surmonter l'hostilité ambiante et en 1685, le Parlement de Toulouse fait brûler vifs les 17 membres d'une crypto communauté « soy-disants Marchands Portugais », après avoir confisqué leurs biens,. Sept ans plus tard, le 27 décembre 1692, on brûle encore en effigie ces « coupables » marranes. En parallèle, Madrid organise le plus grand auto-da-fe de l'Histoire en 1680.

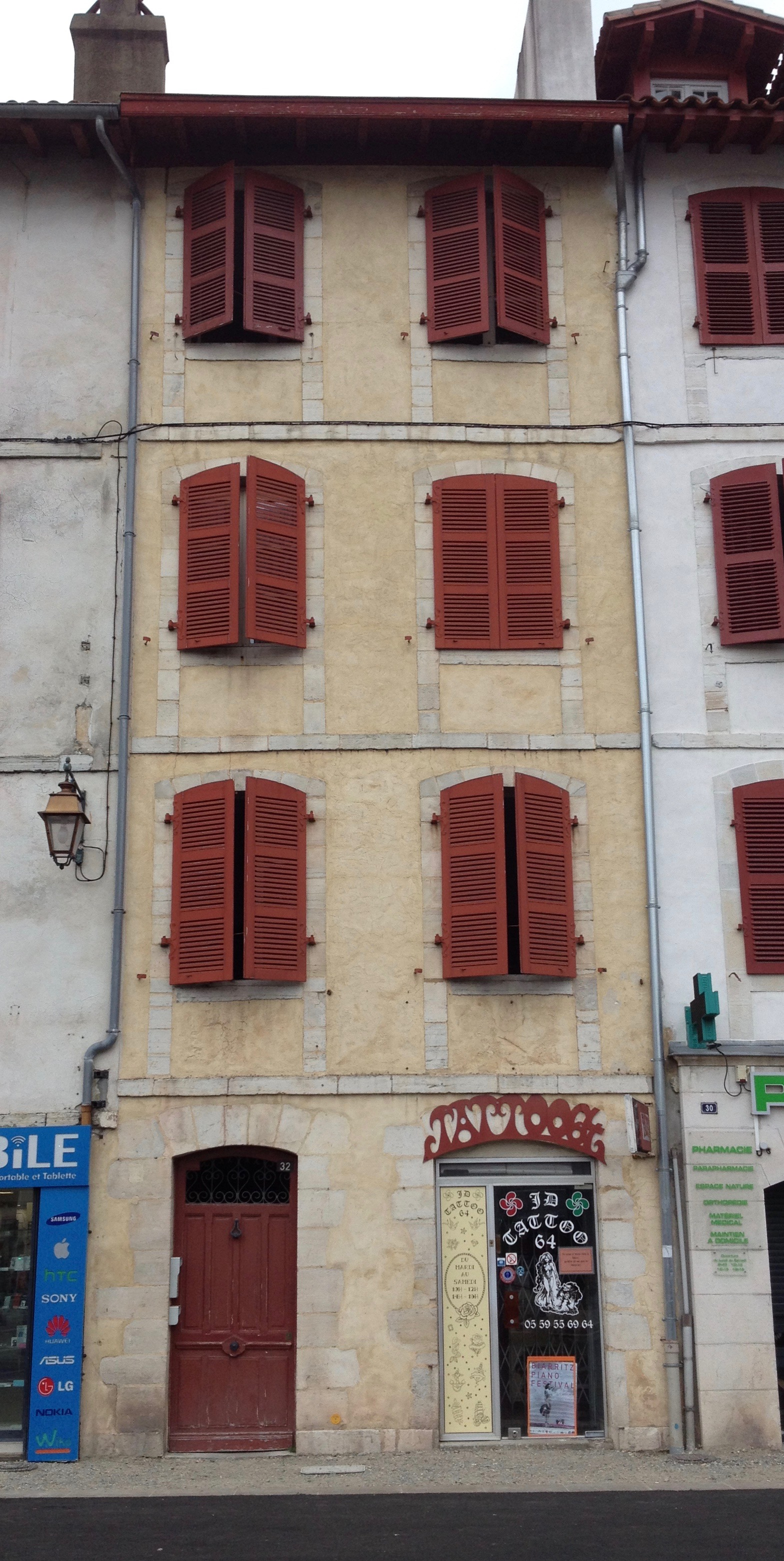
Façade du bâtiment où se trouvait l'ancien mikve (bain rituel) du quartier Saint-Esprit à Bayonne

Ainsi en 1685, la révocation de l'édit de Nantes conduit de nombreux Juifs et protestants français sur les routes de l'exil malgré l'interdiction de quitter le royaume, et entraîne un déclin économique. Le gouvernement réagit rapidement et édicte que la France est ouverte à tous les étrangers de quelque religion que ce soit sous réserve de ne pas célébrer de culte public. De plus en plus, les intendants fermeront les yeux sur la pratique du judaïsme de façon à faciliter les rentrées fiscales. Aussi, dès le début du XVIIIe siècle, l'usage des mariages et des enterrements catholiques se perd-il.
En 1705, la famille portugaise Mendes Dacosta, établis autrefois à Bayonne et à présent à Amsterdam, demandent qu'il leur soit permis de transporter des marchandises (cacao, cire, cannelle, girofle, muscade, poivre, laiton, fer, garance, amidon, vins, eaux de vie, graines de lin, laines d'Espagne) de Hollande à Bayonne et inversement - permission refusée.
On dénombre à Bordeaux en 1718, environ quatre à cinq cents personnes juives décrites comme dociles, discrètes et de bonne conduite, soit 100 familles dont 70 investies dans le commerce et la banque donc subvenant à leurs besoins et permettant aux 30 autres de subsister.
En 1722, il est arrêté que les Portugais doivent être dénombrés et leurs biens inventoriés avec interdiction de vente. Devant cette menace, les Portugais réagissent auprès du pouvoir et obtiennent en 1723 moyennant une nouvelle taxe de cent dix mille livres, de nouvelles lettres patentes concernant « les Juifs desdites généralités [Bordeaux et Auch] connus et établis en notre royaume sous les titres de Portugais, autrement Nouveaux Chrétiens… ». Officiellement et légalement, 230 ans après l'expulsion des Juifs d'Espagne et du Portugal, les marranes de France sont reconnus comme Juifs.
Les Juifs portugais forment la communauté juive la plus florissante du royaume, la Naçao, la « nation juive portugaise ». Les exploitations agricoles sont limitées aux vignes produisant le vin casher. L'industrie et surtout la transformation des denrées coloniales sont la spécialité juive. Les Gradis sont spécialisés dans le sucre, les Da Costa dans le chocolat qui a été introduit en France par les Juifs de Bayonne,. D'autres sont médecins notamment à La Bastide-Clairence.

### De 1723 à la Révolution

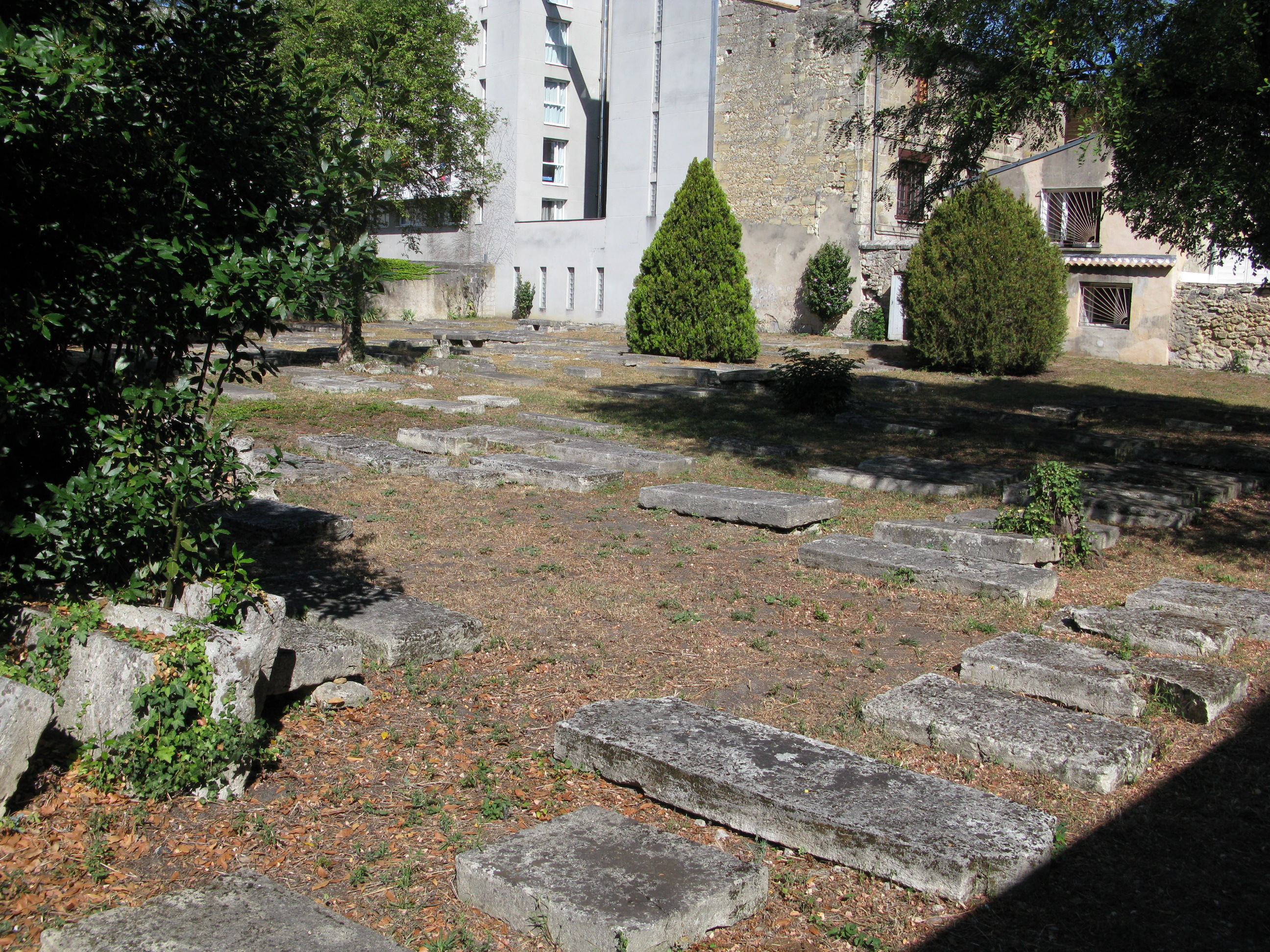
Cimetière des Juifs portugais, cours de la Marne à Bordeaux

À Bordeaux, le commerce de gros international est l'affaire des Juifs et particulièrement des Gradis. Leurs activités incluent la course, la banque, l'armement des vaisseaux, les assurances, la traite des esclaves et le fret pour les colonies d'Amérique et particulièrement le Canada encore français.
En 1724, Gradis est « syndic de la nation juive portugaise » (la naçao) - position et rôle bien plus importants que celui de rabbin, à l'époque - comme le seront après lui des membres des familles Peixotto, Brandon, Furtado, Delvaille ou Pereire,. Il achète un terrain avec la permission des jurats de la ville, qu'il affecte au premier cimetière juif de Bordeaux,, à une époque où les Juifs sont encore tenus de procéder à l'enterrement de leurs morts « après soleil couché ». L'acte notarié indique que « David Gradis ne fait la dite vente que pour faire plaisir à la dite communauté de la dite Nation portugaise ».
À la veille de la Révolution, 2 400 Juifs habitent Bordeaux, moins qu'à Saint-Esprit (Pyrénées-Atlantiques), mais ils sont beaucoup plus influents. Pereire junior est reçu en 1774 à l'Académie des Arts de Bordeaux.
À la même époque, les Juifs restent interdits de commerce et d'habitation à Bayonne. Ils doivent séjourner à Saint-Esprit où la communauté décline peu à peu tout en restant vivace sur le plan religieux. Elle avait atteint 3 500 personnes en 1750 mais ne compte plus que 2 500 personnes en 1785, soit tout de même la moitié de la population de Saint-Esprit. Quant aux communautés de Bidache, La Bastide-Clairence et Peyrehorade, elles sont réduites à la portion congrue.
C'est en fait à Paris qu'on retrouve des Juifs portugais, notamment la famille Pereire ou encore Isaac de Pinto.
Un cimetière des Juifs portugais est créé en 1780 par Jacob Rodrigue Pereire au 44 de la rue de Flandre dans le XIXe. C'est le premier cimetière juif à Paris depuis le Moyen Âge.

### La Révolution

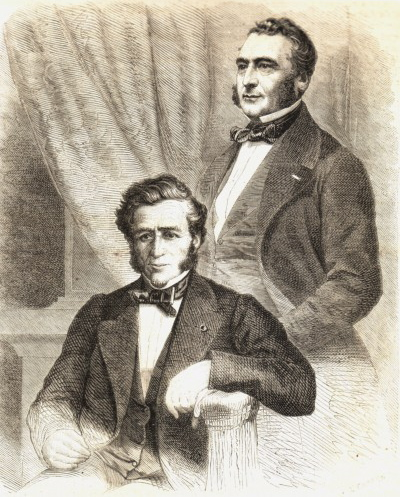
Emile (1800-1875) et Isaac (1806-1880) Pereire, gravure de L.-L. Chapon, 1864.

L'édit de tolérance (7 novembre 1787) de Louis XVI aligne le statut des Juifs de Bordeaux sur celui des autres sujets du roi et ils participent donc aux élections aux États généraux. Le 28 janvier 1790, l'Assemblée nationale reconnaît la pleine citoyenneté aux Juifs portugais, puis l'année suivante, généralisera cette mesure aux Juifs dits « allemands », c'est-à-dire à tous les Juifs de l'est. Dès lors, ils partageront le sort des Juifs en France. Un grand nombre émigrera vers Paris où ils sont à l'origine de la synagogue de la rue Buffault principalement financée par le Bordelais Iffla Osiris.
Un membre de cette communauté, Pierre Mendès France, est président du Conseil de 1954 à 1955.

### Personnalités
Le père du peintre Camille Pissarro est un juif d'origine portugaise originaire de Bragance, né à Bordeaux. Sa mère est une créole des Antilles danoises du nom de Rachel Thétis Manzano-Pomie. Ses ancêtres sont des marranes et cette double appartenance religieuse encore présente chez son père le conduira à se déclarer athée. Ses parents possédaient une entreprise florissante de quincaillerie dans le port de Charlotte-Amélie sur l'île de Saint-Thomas, alors possession danoise. Leur fils Camille y est né le 10 juillet 1830 et enregistré à la synagogue sous le nom de Jacob Abraham Pizarro. Cela lui confère la nationalité danoise, qu'il gardera toute sa vie. Après des études à Paris il retourne à Saint Thomas en 1847 où il reste cinq ans à travailler dans le commerce familial avant de renoncer définitivement au commerce et de rejoindre Paris.
Parmi les Juifs portugais français s'étant illustrés dans l'histoire, on compte notamment, le financier Jules Mirès, l'entrepreneur Moïse Millaud, l'écrivain Georges de Porto-Riche, la femme de lettres Eugénie Foa, le poète Bernard Delvaille, le peintre et décorateur Henry Caro-Delvaille (oncle de Claude Levi-Strauss) le pédagogue David Lévi Alvarès, le poète Catulle Mendès, les Frères Pereire, le banquier Isaac Rodrigues-Henriques, l'idéologue Olinde Rodrigues, les comtes de Camondo, le mécène Daniel Iffla Osiris, le médecin Jean-Baptiste Silva, le banquier Samuel Peixotto, le banquier et armateur Abraham Furtado, les hommes politiques Salomon Camille Lopes-Dubec et le Président du Conseil de la IVe République Pierre Mendès-France, l'ingénieur et l'un des fondateurs de l'Alliance israélite universelle Jules Carvallo, etc.

## Amériques

### Brésil
Ce fut un fermier néo-chrétien, Fernao de Noronha, qui introduisit dès le début du XVIe siècle (avant 1515) la canne à sucre au Brésil. En 1550, un autre « nouveau chrétien », Diogo Fernandès, originaire de Madère, était le meilleur connaisseur de cette culture. Il administrait une des cinq exploitations sucrières que le Brésil comptait à cette époque. Dans les années suivantes, la production prit un essor formidable ; en 1570, le nombre de plantations dépassait la soixantaine, en 1600 il était monté à cent-vingt, et en 1628 à deux-cent-trente-huit.

## Pays-Bas

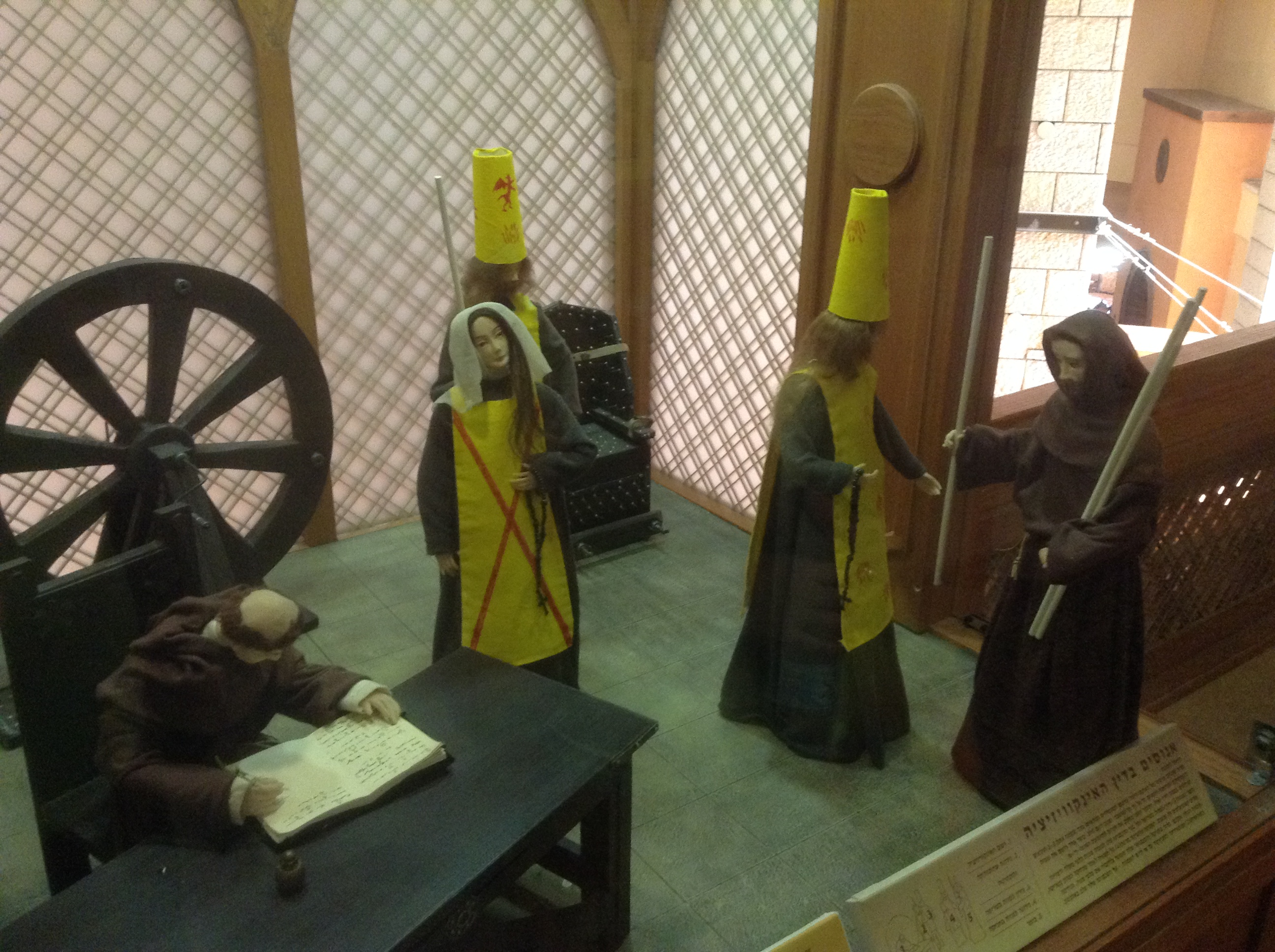
« L'Inquisition et les Juifs », Musée Dona Gracia, Tibériade (Israël)

De 1577 à 1587, Anvers était gouvernée par un régime calviniste qui se montra de plus en plus intransigeant à l'encontre des catholiques. Les familles néo-catholiques Rodriguès d'Evora et Ximenès transféraient leurs affaires à Cologne, et à peine trois semaines après la prise de la ville par les partisans du prince d'Orange, des familles de judaïsants se présentèrent le 20 août 1577 demandant le droit de s'établir sur le territoire avec la qualité de juifs. Les nouvelles autorités acceptèrent, sans établir de nouvelle charte. Ce furent ensuite un groupe de juifs marocains qui furent autorisés à se fixer en ville en 1580, ensuite des séfarades d'Orient en 1582, puis la municipalité conclut une alliance avec la Sublime Porte.
Avec la reconquête espagnole de 1586, le culte juif dut retourner à la clandestinité. Une enquête de l'Inquisition faite en 1588 montre que des marchands juifs possédaient d'immenses fortunes : Simoa Suero avait une fortune de 120 000 cruzados. Une partie d'entre eux choisit de s'établir à Venise.
Suivant une recommandation du célèbre juriste Hugo Grotius, la municipalité d'Amsterdam qui avait rappelé dès 1598 aux immigrés juifs que le culte calviniste était le seul autorisé, changea de politique dans une ordonnance du 8 novembre 1616 qui octroyait une reconnaissance juridique à l'établissement de judaïsants dans la ville, sous couvert de formuler un catalogue de restrictions anodines (interdiction d'offenser la religion dominante, de convertir des personnes d'origines non ibériques, etc.).

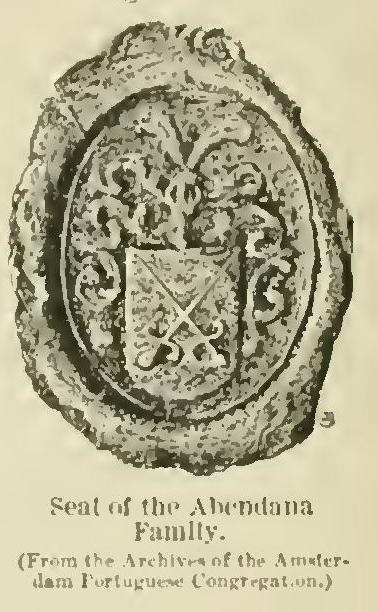
Sceau de la famille Abendana, Juifs portugais et espagnols établis à Amsterdam et Londres.

### En langue française
- Robert Badinter : Libres et égaux : l'émancipation des Juifs (1789-1791), Fayard, 1989  (ISBN 2213023522)  (ISBN 978-2-21302-352-6).
- Esther Benbassa, « Diaspora séfarade occidentale », in Dictionnaire encyclopédique du judaïsme (dir. Geoffrey Wigoder), Cerf/Laffont, p. 1263 sq.
- Jacques Blamont, Le lion et le moucheron. Histoire des marranes de Toulouse, Odile Jacob, 2000, 464 p. (ISBN 9782738107770). Présentation en ligne
- David Feuerwerker, L'Émancipation des Juifs en France. De l'Ancien Régime à la fin du Second Empire. Albin Michel: Paris, 1976  (ISBN 2-226-00316-9).
- Yosef Hayim Yerushalmi, Sefardica. Essais sur l'histoire des Juifs, des marranes & des nouveaux-chrétiens d'origine hispano-portugaise. Chandeigne, Paris, collection Péninsules, 2016  (ISBN 978-2-915540-96-3).
- Peter Nahon, Le Rite portugais à Bordeaux d’après son Seder ḥazanut, Librairie orientaliste Paul Geuthner : Paris, 2018  (ISBN 978-2-7053-3988-3).
- Peter Nahon, Gascon et français chez les Israélites d’Aquitaine. Documents et inventaire lexical, Classiques Garnier : Paris, 2018  (ISBN 978-2-406-07296-6).
- Carsten L. Wilke, Histoire des juifs portugais, Paris, Chandeigne, 2007 (ISBN 978-2-915540-10-9).

### Autres langues

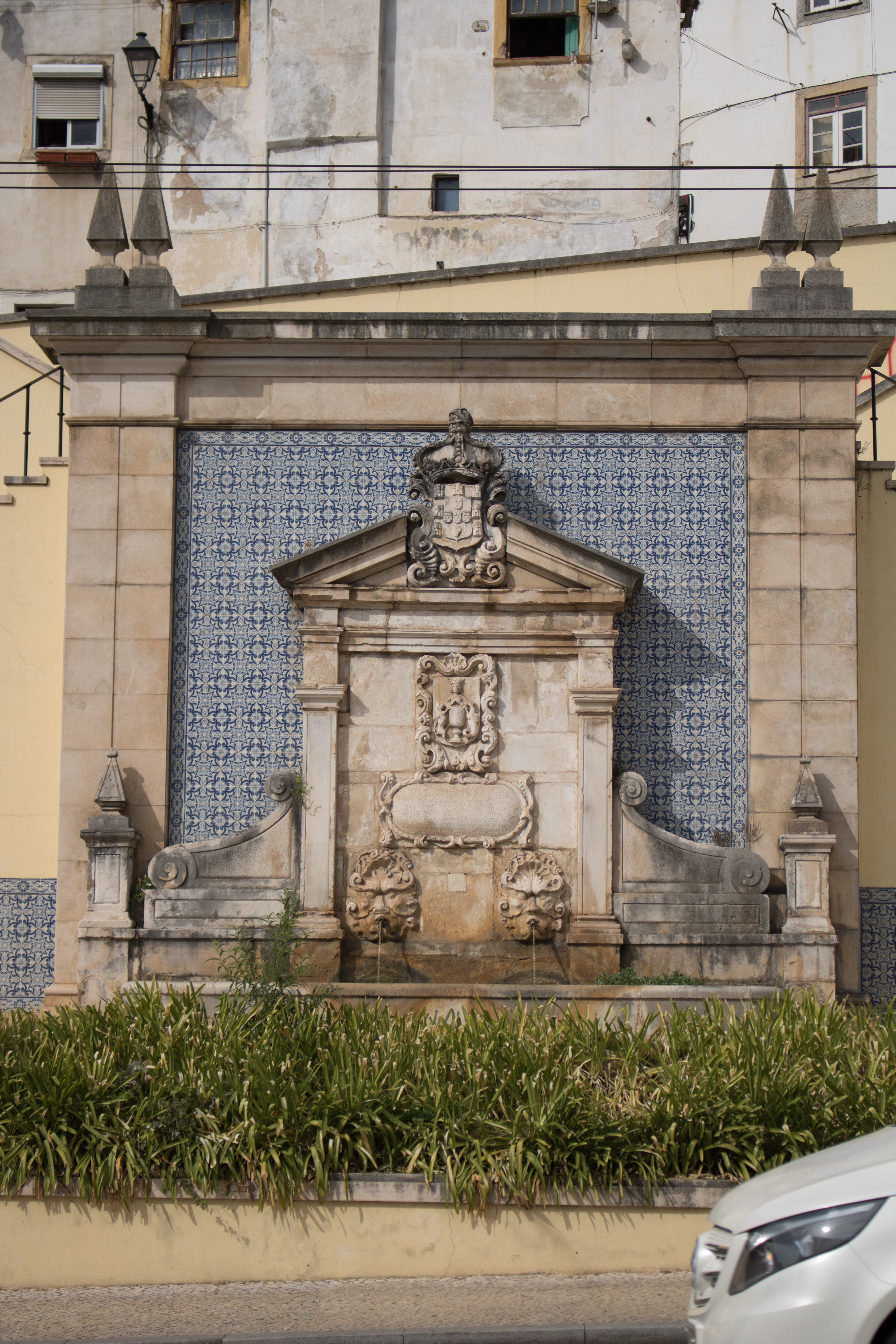
Trace de l'ancienne présence juive : Fonte Nova / Fonte dos Judeus, à Santa Cruz, Coimbra (Portugal)

- Trace de l'ancienne présence juive : Fonte Nova / Fonte dos Judeus, à Santa Cruz, Coimbra (Portugal)Altabé, David, Spanish and Portuguese Jewry before and after 1492, Brooklyn, 1993.
- Barnett, R. D., and Schwab, W., The Western Sephardim (The Sephardi Heritage Volume 2), Gibraltar Books, Northants, 1989.
- (en) Alexandre Beider, « Surnames of “Portuguese” Jews as a Tool for Analyzing Basic Aspects of Their History », The International Review of Genealogy, no 31,‎ printemps 2019 (lire en ligne).
- Katz and Serels (ed.), Studies on the History of Portuguese Jews, New York, 2004  (ISBN 978-0-87203-157-9)
- Samuel, Edgar, At the End of the Earth: Essays on the history of the Jews in England and Portugal, London 2004  (ISBN 978-0-902528-37-6).
- Singerman, Robert, The Jews in Spain and Portugal: A Bibliography, 1975.
- Singerman, Robert, Spanish and Portuguese Jewry: a classified bibliography, 1993  (ISBN 978-0-313-25752-0).
- Studemund-Halévy, Michael & Koj, P. (publ.), Sefarden in Hamburg: zur Geschichte einer Minderheit, Hamburg 1993–1997 (2 vol.)

## Liens